# Gingerbread (architettura)

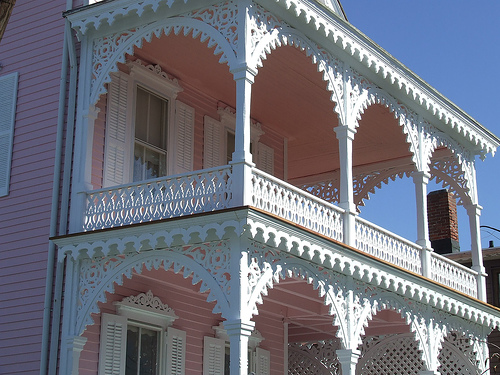
Edificio di Cape May con decori gingerbread

Il gingerbread (lett. "pan di zenzero" in lingua inglese) è uno stile architettonico nato negli Stati Uniti d'America caratterizzato da decori ricchi, elaborati e ricchi di dettagli noti come gingerbread trim. Spesso, il termine gingerbread si applica alle opere decorative dei designer statunitensi che, durante gli anni sessanta e ottanta dell'Ottocento seguivano le direttive del Carpenter Gothic. Il gingerbread è in parte debitore del pittoresco architettonico britannico degli anni trenta del medesimo secolo.

## Storia

### Origini
Durante gli anni trenta e quaranta del XIX secolo, i costruttori di abitazioni americani diedero il via al movimento Carpenter Gothic quando iniziarono a prendere a modello l'architettura neogotica utilizzando molti decori in muratura o legno. I primi segni di questi interessi verso l'architettura europea si possono ravvisare in alcuni semplici edifici di stile Stick con rivestimenti verticali a dente di sega. Verso la metà del secolo, con l'invenzione della sega a traforo alimentata a vapore, la produzione in serie di tavole sottili aiutò i costruttori a realizzare case uniche più complesse rispetto ai primi cottage. All'epoca, nella East Coast, le decorazioni gingerbread venivano prodotte a basso costo.
Tra coloro che non apprezzavano il gingerbread vi era l'architetto del paesaggio e sostenitore di punta del revival gotico Andrew Jackson Downing. Nel suo Architecture of Country Houses (1852), Downing suddivide le case statunitensi in tre tipi: ville per ricchi, cottage per lavoratori e fattorie per agricoltori. Il teorico sostiene che i cottage a basso costo, di piccole dimensioni e semplicistici non dovrebbero avere gli abbellimenti elaborati che si confarrebbero invece a una villa. Stando a Downing, per poterle apprezzare davvero, le mantovane dei frontoni delle architetture Carpenter Gothic devono essere accuratamente scolpite in una tavola robusta, e bisogna evitare di inserire negli edifici delle pareti ornamentali "segate da una tavola sottile dalla quale si ricava un gracile gingerbread che non valorizza ma degrada la bellezza del cottage".

### Diffusione

#### Stati Uniti d'America
Negli USA, il gingerbread style continuò ad avere successo negli anni che seguirono. A Chicago attecchì nelle zone residenziali durante gli anni sessanta dell'Ottocento per poi subire una pesante battuta d'arresto nel 1871, anno in cui scoppiò il grande incendio che portò alla distruzione di molti edifici di quel tipo. Nella speranza di salvaguardare altre città da altri disastri analoghi, alcuni dichiararono che l'incendio sarebbe stato alimentato grazie ai materiali da costruzione economici di cui erano composte le strutture della città e ai loro decori gingerbread. Nonostante ciò, esso continuò a diffondersi in tutto il Paese. Alla fine degli anni settanta dell'Ottocento, il numero delle case gingerbread di San Francisco era paragonabile a quello degli edifici del medesimo stile che aveva avuto Chicago anni prima dell'incendio.
Nel 1878 la località balneare di Cape May venne ricostruita rapidamente in seguito a un incendio. I trenta immobili in blocco andati perduti vennero sostituiti da edifici gingerbread con timpani e torrette. Secondo il National Register of Historic Places, "Cape May vanta uno delle più alte concentrazioni di edifici intelaiati della fine del XIX secolo oggi rimaste negli Stati Uniti. Dispone di oltre 600 case estive, vecchi hotel e strutture commerciali che gli conferiscono un carattere architettonico omogeneo, una specie di manuale di costruzione vernacolare americana."
Durante gli anni ottanta del XX secolo, molte proprietà in California adottarono l'Eastlake style, che prende il nome dall'architetto e designer britannico Charles Eastlake. Quest'ultimo aveva pubblicato un libro con le illustrazioni dei suoi design di pannelli e pomelli in legno inciso di cui si serviva per realizzare i suoi mobili. I costruttori americani decisero presero a modello le sue idee per decorare gli esterni sostituendo elementi ornamentali gingerbread a taglio piatto con rifiniture decorative affusolate e torniate per decorare colonnine e pareti. Eastlake mal accolse la rivisitazione che fecero delle sue intuizioni gli americani e la definì "stravagante e bizzarra". In seguito l'Eastlake style si avvicinò all'architettura italianeggiante e al Napoleone III dando vita a quello che è stato definito San Francisco style.

#### Canada
Anche nell'Ontario, in Canada, ove si era assistito alla nascita dello stile Ontario Cottage, fiorito fino agli anni trenta del secolo, si assistette alla diffusione del gingerbread durante il terzo quarto del XIX secolo. Gli edifici gingerbread canadesi presentavano infatti elementi come le mantovane e i fastigi sui frontoni. Con l'espansione della ferrovia in città come Stratford, si ampliò il numero dei cottage in tutto l'Ontario. Si trattava di case in mattoni con finiture in legno sui timpani e sulla facciata anteriore. Questo tipo di case divenne prominente tra gli anni settanta e ottanta dell'Ottocento.

#### Haiti

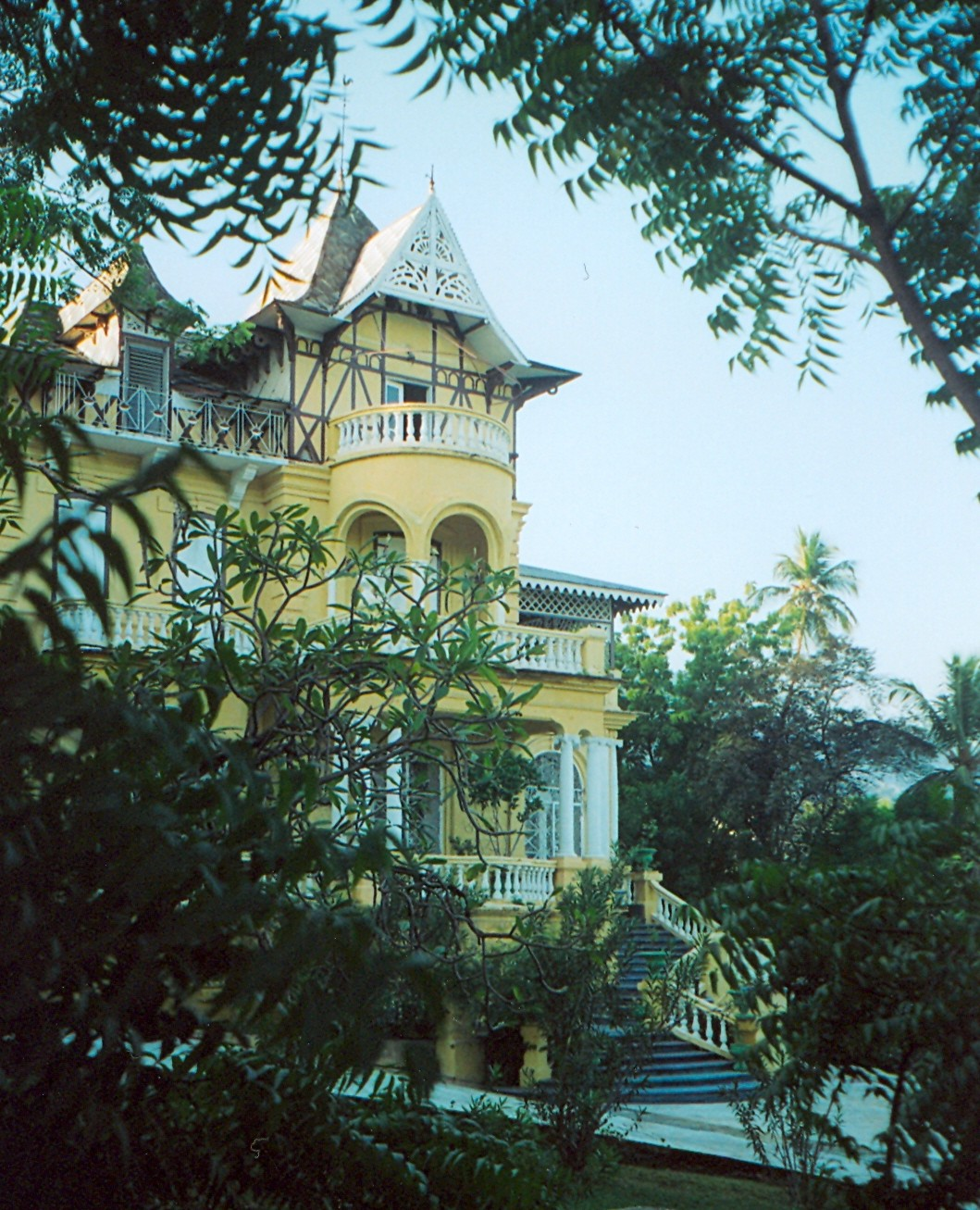
Villa gingerbread a Port-au-Prince

Il gingerbread ebbe grande fortuna ad Haiti. Diffusosi nel Paese sudamericano a partire dagli anni ottanta dell'Ottocento per poi cadere in disuso durante gli anni venti del secolo successivo, il gingerbread haitiano caratterizzava le dimore degli uomini più facoltosi del luogo. Tali strutture fondevano le tradizioni architettoniche locali con influenze straniere e avevano grandi porte e finestre, soffitti alti, tetti ripidi e disponevano di portici.

#### Thailandia
Degna di menzione è anche l'architettura gingerbread che si impose anche in Thailandia durante il diciannovesimo secolo. All'epoca, benché la Thailandia non fosse colonizzata dal Regno Unito, i britannici sfruttarono il territorio per il commercio del teak, un tipo di legno duro proveniente dai paesi tropicali. In Thailandia, le strutture gingerbread fondevano lo stile architettonico del regno di Lanna a quello vittoriano, erano a schiera e presentavano pannelli di legno con elaborati intagli traforati.